# الرجل الحديدي (لعبة فيديو)
لعبة الرجل الحديدي (بالإنجليزية: Iron Man)‏ هي لعبة فيديو صدرت في مايو 2, 2008، وهي متوفرة على أجهزة بلاي ستيشن 2 وبلاي ستيشن 3 وبلاي ستيشن بورتبل ووي ونينتندو دي إس وإكس بوكس 360 وهاتف محمول ومايكروسوفت ويندوز. اللعبة من نشر سيجا.

## روابط خارجية
- الرجل الحديدي على موقع IMDb (الإنجليزية)